# Schlaitdorf
Schlaitdorf – miejscowość i gmina w Niemczech, w kraju związkowym Badenia-Wirtembergia, w rejencji Stuttgart, w regionie Stuttgart, w powiecie Esslingen, wchodzi w skład związku gmin Neckartenzlingen. Leży przy granicy Schönbuchu, ok. 17 km na południe od Esslingen am Neckar, przy drodze krajowej B27.